# Центральний стадіон (Клайпеда)
«Центральний стадіон Кла́йпеди» (лит. Klaipėdos centrinis stadionas) — багатофункціональний стадіон у місті Клайпеда, Литва, домашня арена ФК «Атлантас».
Стадіон відкритий 1927 року. Реконструювався у 1964, 1980, 1982 та 2009—2010 роках. Арена є п'ятим за величиною стадіоном Литви. Раніше стадіон вміщував 9000 глядачів, нині 4940.
Окрім футбольних матчів, на стадіоні проводяться змагання з легкої атлетики, матчі з регбі та інші спортивні і культурні заходи.